# Adrian Cristea
Adrian Cristea (Iași, Rumanía, 30 de noviembre de 1983) es un futbolista rumano. Juega de centrocampista y su equipo actual es el Steaua de Bucarest.

## Trayectoria
Cristea, centrocampista que juega en la banda izquierda y que puede jugar de delantero, empezó su carrera futbolístca en las categorías inferiores de un equipo de su ciudad natal, el FC Politehnica Iași. En 2002 empieza a jugar con la primera plantilla del equipo en la Liga II. En la temporada 03-04 su equipo realiza una gran campaña y queda primero del campeonato, consiguiendo el ascenso a la Liga I. Debutó en esta competición el 30 de julio de 2004, precisamente frente al que sería su siguiente equipo, el Dinamo de Bucarest, que se impuso por un gol a dos.
En el mercado de invierno de la temporada 04-05 ficha por su actual club, el Dinamo de Bucarest. En su primera temporada se proclama campeón de Copa y de Supercopa de Rumanía. En la temporada 06-2007 gana el título de Liga.

## Selección nacional
Ha sido internacional con la Selección de fútbol de Rumania en 8 ocasiones. Su debut como internacional se produjo el 7 de febrero de 2007 en el partido Rumania 2 - 0 Moldavia.
Fue convocado para participar en la Eurocopa de Austria y Suiza de 2008, donde no tuvo oportunidades de jugar y por lo tanto no debutó en esta competición.

## Clubes
| Club                  | País    | Año       |
| --------------------- | ------- | --------- |
| FC Politehnica Iași   | Rumania | 2002-2004 |
| Dinamo Bucarest       | Rumania | 2004-2010 |
| FC Universitatea Cluj | Rumania | 2011      |
| FC Petrolul Ploiești  | Rumania | 2011-2012 |
| Steaua Bucarest       | Rumanía | 2013-     |

## Palmarés
- 1 Liga de Rumania (Dinamo de Bucarest, 2007)
- 1 Copa de Rumania (Dinamo de Bucarest, 2005)
- 1 Supercopa de Rumanía (Dinamo de Bucarest, 2005)